# Omicron deplanatum
Omicron deplanatum är en stekelart som först beskrevs av Edoardo Zavattari 1912.
Omicron deplanatum ingår i släktet Omicron och familjen Eumenidae. Inga underarter finns listade i Catalogue of Life.